# أوستين آدامز
أوستين آدامز (بالإنجليزية: Austin Adams)‏ هو قاضي ومحامي أمريكي، ولد في 24 مايو 1826، وتوفي في 17 أكتوبر 1890.